# Auckland University Press
Auckland University Press est un éditeur néo-zélandais qui produit des travaux créatifs et universitaires destinés à un public général. Fondé en 1966 et officiellement reconnu sous le nom d'Auckland University Press en 1972, c'est un éditeur indépendant basé à l'université d'Auckland, à Auckland, en Nouvelle-Zélande. 
Auckland University Press publie environ 20 nouveaux livres par an dans les domaines de l'histoire et de la politique, de l'art et de l'architecture, de la littérature et de la poésie, des études maories, du Pacifique et de l'Asie, des sciences, des affaires et de la santé. Il a publié son 500e livre en 2005 dont 22 ont été des publications primées.

## Prix
Auckland University Press a remporté le prix des plus beaux livres d'Australie et de Nouvelle-Zélande en 2013. 